# Irena Rzeplińska
Irena Maria Rzeplińska (ur. 30 września 1949 w Warszawie) – polska prawniczka, profesor nauk prawnych, nauczyciel akademicki.

## Życiorys
W 1971 ukończyła studia prawnicze na Wydziale Prawa i Administracji Uniwersytetu Warszawskiego. W 1974 zdała egzamin sędziowski i w latach 1974–1975 pracowała jako asesor w Sądzie Powiatowym w Garwolinie. W latach 70. i 80. należała do PZPR.
W 1975 rozpoczęła studia doktoranckie w Instytucie Nauk Prawnych PAN, tam w 1982 uzyskała stopień doktora na podstawie pracy Recydywiści poddani nadzorowi ochronnemu i podjęła pracę jako adiunkt. W 1998 habilitowała się w zakresie nauk prawnych (w specjalności kryminologia) w oparciu o rozprawę zatytułowaną Konfiskata mienia. Studium z historii polityki kryminalnej, następnie była zatrudniona jako docent (od 1998) i profesor nadzwyczajny INP PAN, objęła w nim także stanowisko zastępcy dyrektora instytutu. W 2016 otrzymała tytuł profesora nauk prawnych.
Była związana z Wydziałem Prawa i Administracji UW. W 2000 objęła stanowisko profesora nadzwyczajnego w Instytucie Profilaktyki Społecznej i Resocjalizacji.
Zaangażowana również w działalność na rzecz praw człowieka. Była założycielką i od 1992 opiekunem programu pomocy prawnej dla uchodźców i migrantów prowadzonego przez Helsińską Fundację Praw Człowieka.
Była członkinią Komitetu Nauk Prawnych Polskiej Akademii Nauk kadencji 2020–2023, wchodziła w skład prezydium tego komitetu.

## Życie prywatne
Od 1971 zamężna z prawnikiem Andrzejem Rzeplińskim, z którym ma dwie córki: Różę i Maję.

## Odznaczenia
Odznaczona Krzyżem Oficerskim Orderu Odrodzenia Polski (2014) oraz Brązowym Krzyżem Zasługi (2001).